# Parafia św. Tomasza Apostoła w Camp Hill
Parafia św. Tomasza Apostoła w Camp Hill – parafia rzymskokatolicka, należąca do archidiecezji Brisbane.
Przy parafii funkcjonuje katolicka szkoła podstawowa św. Tomasza Apostoła.